# Alison Folland
Alison Folland (nacida el 10 de agosto de 1978) es una actriz y cineasta estadounidense.
Folland nació en Boston de madre agente de viajes y padre cardiólogo. Creció en Wellesley y asistió a la escuela secundaria en Buckingham Browne & Nichols, una escuela privada en Cambridge. Fue nominada en 1997 al Premio Independent Spirit a la mejor protagonista femenina en All Over Me y tuvo papeles secundarios en películas como Todo por un sueño, Good Will Hunting y Boys Don't Cry.

## Filmografía

### Cine
- Todo por un sueño (1995) - Lydia Mertz
- Antes y después (1996) - Martha Taverner
- All Over Me (1997) - Claude
- Good Will Hunting (1997) - Estudiante del M.I.T.
- Boys Don't Cry (1999) - Kate
- Pigeonholed (1999) - Eve
- Descubriendo a Forrester (2000) - Concursante de Jeopardy
- Things Behind the Sun (2001) - Lulu
- Milwaukee, Minnesota (2003)- Tuey Stites
- The Ballad of Pinto Red (2004) - Pinto Pulaski
- She Hate Me (2004) - Doris
- Stay Until Tomorrow (2004) - Carla
- Zerophilia (2005) - Janine
- Diggers (2006) - Beth
- I'm Not There (2007) - Grace
- The Happening (2008) - Woman Reading on Bench with Hair Pin (opening scene)
- The Fighter (2010) - Laurie Carroll

### Televisión
- Homicide: Life on the Street (1997) - Grace Rivera
- Law & Order (1998) - Gina Bowman
- CSI: Nueva York (2006) - Stacey Gale